# Ostaci ljetnikovca zadarske nadbiskupije Palac
Ostaci ljetnikovca zadarske nadbiskupije Palac nalaze se u općini Sukošan, u Zadarskoj županiji.
Ljetnikovac je sagrađen  u 15. stoljeću. Najznačajniji je primjerak ladanjske arhitekture. Građen je na umjetno nasutom otočiću usred uvale „donje more” od klesanog kamena i ožbukan je. Ljetnikovac župljani zovu Palac, a u njemu su boravili crkveni dostojanstvenici grada Zadra. Danas na to podsjećaju samo njegovi ruševni ostaci koji su sanirani. Svejedno ukazuju na njegovu nekadašnju velebnost. Dao ga je sagraditi zadarski nadbiskup Mafej Valaresso 1470. godine. Bila je to palača pravokutnog tlocrta na kat, monumentalnih dimenzija. Za vrijeme Kandijskog rata, poslužio je za zaštitu Sukošanaca i stanovnika okolnih naselja od turskih napada.